# Dimares elegans
Dimares elegans é uma espécie de formiga-leão nativa da América do Sul, cuja distribuição vai do norte do Brasil ao noroeste da Argentina, ocorrendo na Bolívia, Paraguai e Uruguai em ambientes com estresse hídrico  (caatinga, cerrado, chaco e campos temperados).
Como outros da ordem Neuroptera (Linnaeus, 1758), a D. elegans também possui holometabolismo e é marcada pelo dicromatismo sexual, onde as fêmeas apresentam faixas pigmentadas nas asas, ausentes no macho.
Dentre as características físicas tem-se: "palpos labiais mais longos que a largura da cabeça; palpômero labial distal com abertura em fenda que se estende ao redor do ápice até o lado oposto; basitarsi da perna dianteira cerca de 2 vezes maior que o diâmetro de um tarso médio, basitarsi da perna traseira cerca de 3 vezes maior; esporões da tíbia posterior com comprimento igual ou maior que basitarsi; garras pretarsas pelo menos 1,5 vezes mais longas que o basitarso posterior; garras tarsais cerca de 3 vezes a largura de um tarsômero.